# Nothoscordum izaguirreae
Nothoscordum izaguirreae là một loài thực vật có hoa trong họ Amaryllidaceae. Loài này được Crosa mô tả khoa học đầu tiên năm 2006.